# Regals Froebel

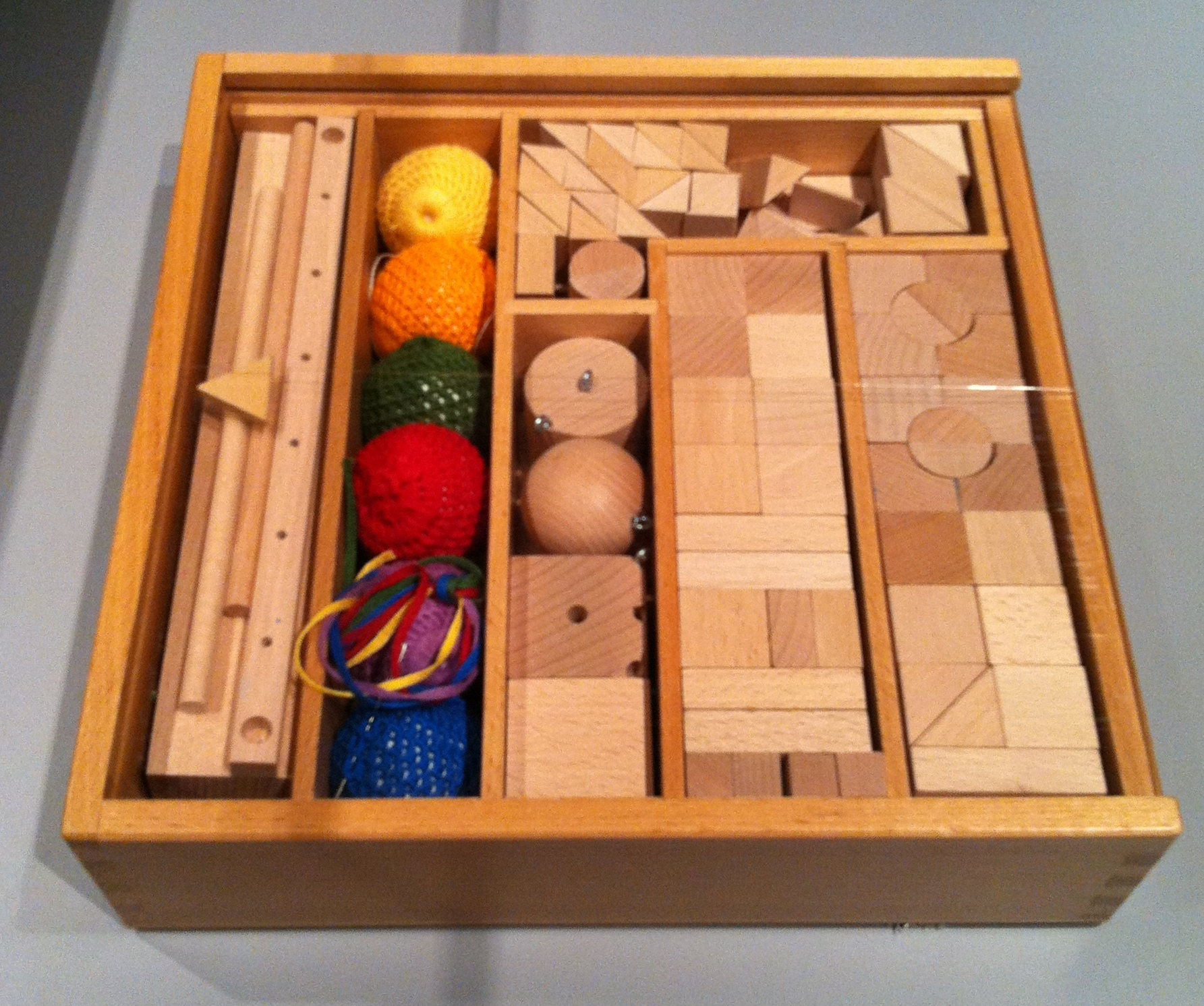
Una reproducció d'un conjunt de Regals

Els regals Froebel (alemany: Fröbelgaben) són materials per jugar per a nens petits dissenyats per Friedrich Fröbel per l'original Kindergarten a Bad Blankenburg. Jugant amb els regals Froebel, cantant, ballant, i fent créixer plantes eren aspectes importants d'aquesta aproximació centrada en el nen creada per Friedrich Fröbel.
The Sonntagsblatt (1838-1840) va publicar el significat explicat per Fröbel, i va descriure la utilització de cadascun d'aquests cinc regals de joc (Spielgabe):
"L'actiu i cretiu, vivint i ser que produeix en cada persona, es revela a si mateix en l'instinct creatiu del nen. Tota l'educació humana està lligada a nodrir d'una manera tranquila i amb consciencia; i en la capacitat del nen; i fidel a aquest instinct i actiu."
Entre Maig de 1837 i 1850, els regals Froebel es van fer a Bad Blankenburg a la Principality of Schwarzburg Rudolstadt, pel mestre ebanista Löhn, ajudat per artesans i dones del poble.
Fröbel també va desenvolupar una seria d'ocupacions com a cosir, teixir i modelar amb guix, perquè els nens reconstruïssin les seves experiències a través del joc
Ottilie de Liagre en una carta a Fröbel el 1844 va observar que jugant amb els regals Froebel potencia els nens a ser més vius i lliures; però la gent pot degradar-ho en una rutuna mecànica.

## Els regals
Cadascun dels cinc regals tenia un número assignat per Fröbel a the Sonntagsblatt (1838-1840), que indicava l'ordre en el qual s'havia de donar cada regal al nen.

### Regal 1
El primer regal era una pilota tova o una pilota de fil en un color sòlid color, que té la mida correcta per la mà d'un nen petit. Quan està afegida a una corda, la bola mare pot moure la corda de diferents maneres mentres li canta al nen. Malgrat que Fröbel va vendre pilotes soltes, are es solen vendre en conjunts de sis boles consistint en els colors primaris vermell, groc i blau, així com en colors secundaris, lila, verd i taronja.
Aquestes boles toves es poden apretar en la mà i tornen a la seva forma original.
El primer regal de Fröbel estava destinal a ser donat a nens molt petits. La seva intenció era que, mitjançant la tinença, el llançament, fer-la rodar, el balanceig, amagar-la i descobrir les boles, el nen pot aprendre nous coneixements d'objectes i relacions espacials de moviments, velocitat i temps, color i contrast, pesos i gravetat.

### Regal 2
El segon regal consistia originàriament en dos objectes de fusta, una esfera i un cub.
Fröbel va anomenar aquest regal "el delit del nent", ja que ell va observar la felicitat de cada nen descobrint les diferències entre l'esfera i el cub.
El nen es familiaritza amb la forma de l'esfera de fusta, que és el mateix que la bola del primer regal. L'esfera de fusta sempre sembla igual mirada des de qualsevol direcció. Com el nen, l'esfera de fusta està sempre en moviment. Quan es posa a rodar en una superficie dura produeix sons. En contrast, el cub de fusta és la sorpresa del segon real. Es manté on s'ha col·locat i des de cada direcció presenta un aspecte diferent.
Fröbel va desenvolupar el segon regal perquè el nen pogués explorar i divertir-se amb les diferències entre formes. En afegint una corda o insertant una vara en un forat fet en aquestes formes geomètriques, es poden filar per un nen. Malgrat que l'esfera sempre sembla el mateix, el cub que dona voltes revela moltes formes quan es mira de diferentes maneres.
Això va fer que Fröbel afegís un cilindre de fusta en el segon regal, que també es pot mirar de diferentes maneres.

### Regal 3
La forma familiar del cub es divideix en vuig cubs de fusta de faig, d'una polzada de longitud cada costat, que té una mida convenient per les mans d'un nen petit. Un nen disfruta separant aquest regal, reordenant els vuit cubs de maneres diferents, i tornant a muntar-los en la manera d'un cub. Aquest és el primer regal de construcció.

### Regal 4

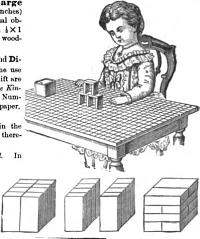
Fröbels second bullding box

Aquest segon regal de construcció a priori sembla el mateix. Però una sorpresa l'espera al nen, quan les peces se separen. Cadascuna d'aquests blocs identics de fusta de faig és dos vegades més llarg i la meitat de l'amplada dels cubs del regal anterior. Moltes noves possibilitats per jugar i construir sorgeixen d'aquestes diferències.

### Regal 5
Considerat per molts com a molt complex per un nen, aquest regal de construcció consisteix en més cubs, alguns dels quals estan dividits en meitats o quarts.

## Influència
En 1850 la producció es va portar a la regió d'Erzgebirge en el regnat de Saxonia en una fàbrica establerta per a aquest propòsit per S F Fischer.
Se li van donar un conjunt dels blocs de Froebel a Frank Lloyd Wright a l'edat de nou anys, i en la seva autobiografia els cita indirectament, explicant que va aprendre geometria de l'arquitectura en jocs a la guarderia
escrivint "Durant diversos anys em vaig seure en la petita taula de la guarderia...i jugava... amb el cub, l'esfera i el triangle—aquests blocs llisos de fusta d'auró .. Tots estan entre els meus dits fins avui. . ."
Els regals Froebel van ser adaptats per Caroline Pratt per l'escola, que va fundar el 1913 a Greenwich Village de New York City. Aquesta escola plasma un enfocament centrat en el nen dins l'educació. Els nens treballen junts per reconstruir les seves experiències a través del joc. Basat en les idees de Friedrich Froebel, el curriculum s'anava perfilant des de l'entorn del nen: observacions sobre el veïnat inspiraven cada nen a reflectir en el seu mon directament de tal manera que ells podien donar sentit a les seves experiències.
Els regals Froebel continuen sent usats en l'educació infantil a Korea i el Japó, on estan fets de fusta local.
"Es va adonar de que els Regals es feien servir malament pels professsors d'infantil que van seguir a Froebel. Es preveu que els regals van a ensenyar al nen a utilitzar el seu entorn com una ajuda educativa; i en segon lloc que els donessin als nens una indicació de la connexió entre la vida humana i la vida en la natura; i finalment que els creessin un pont entre els adultsque jugaven amb ells " Joachim Liebschner a la pàgina 82 en el seu llibre, A Child's Work: Freedom and Guidance in Froebel's Educational Theory and Practice